# Grosswald Bay
Die Grosswald Bay ist eine Bucht an der Ostküste der westantarktischen Adelaide-Insel. Sie liegt nördlich des Mothes Point und südlich des Vinogradov Point am Barlas-Kanal.
Das UK Antarctic Place-Names Committee benannte sie 2017. Namensgeber ist der russische Geograph Michail Grosswald (1921–2007), einer der Begründer der glaziologischen Forschung in Russland.